# 타이모산

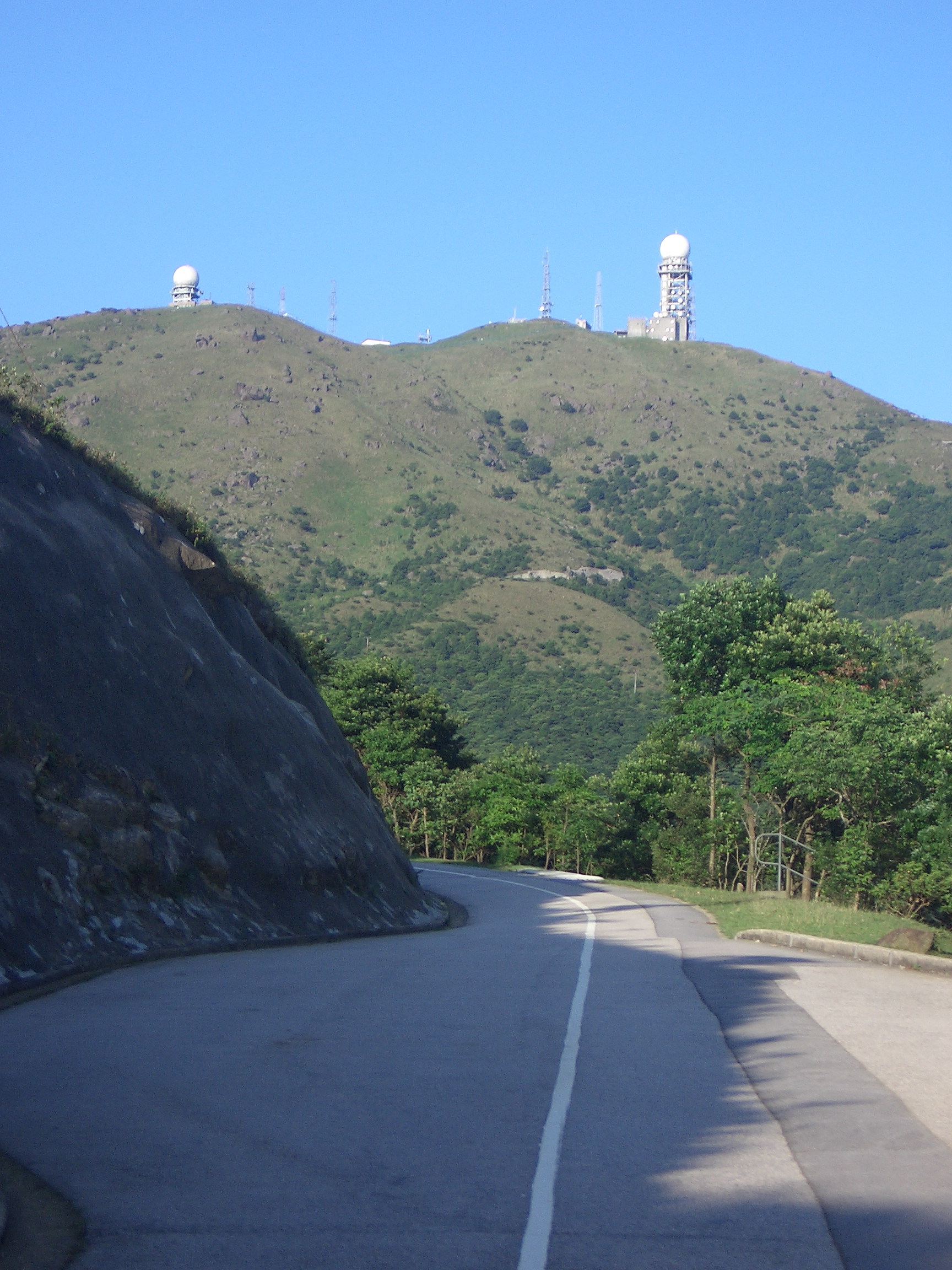
타이모산 정상 인근의 도로

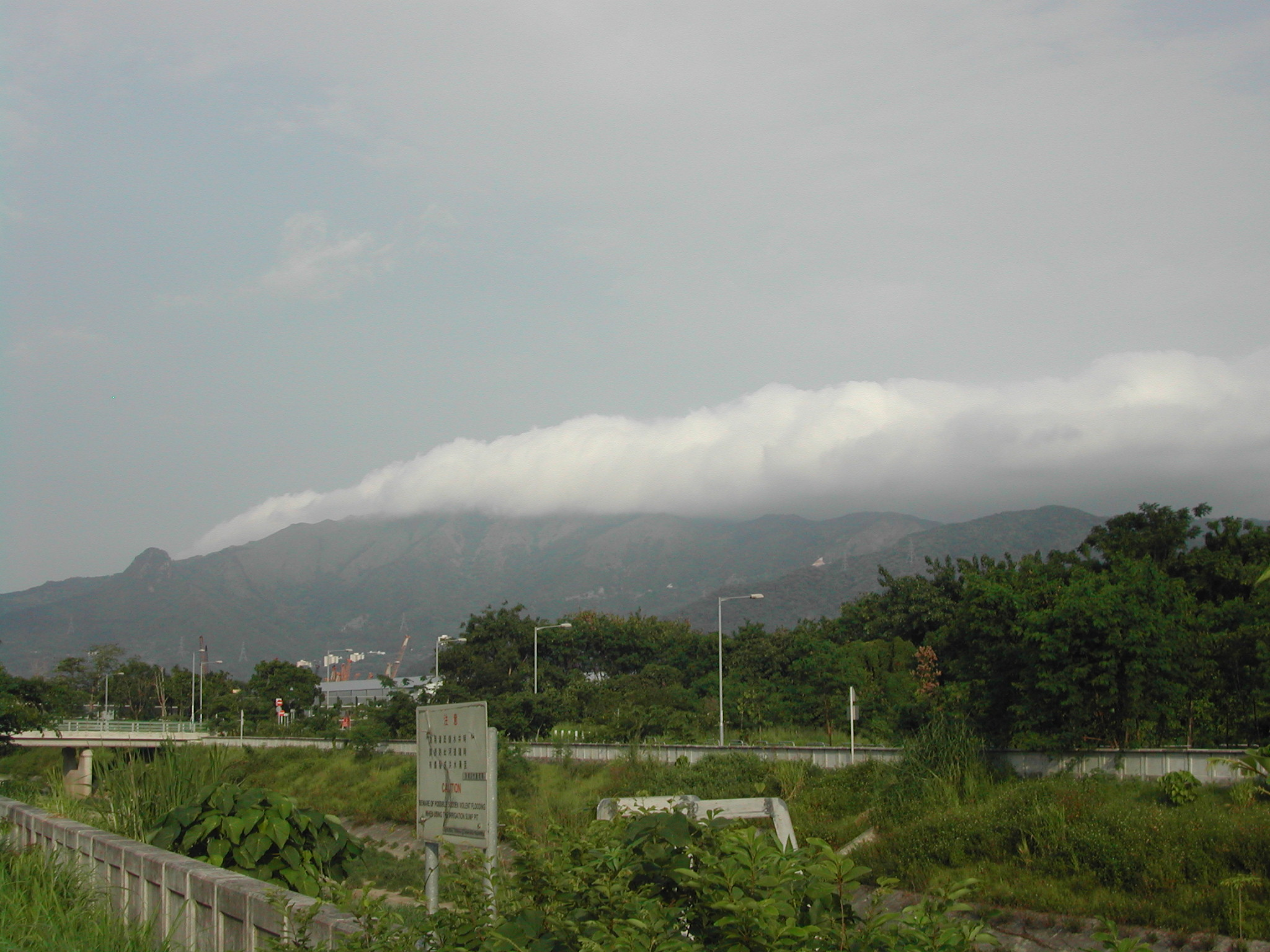
안개에 둘러 싸인 타이모산의 모습

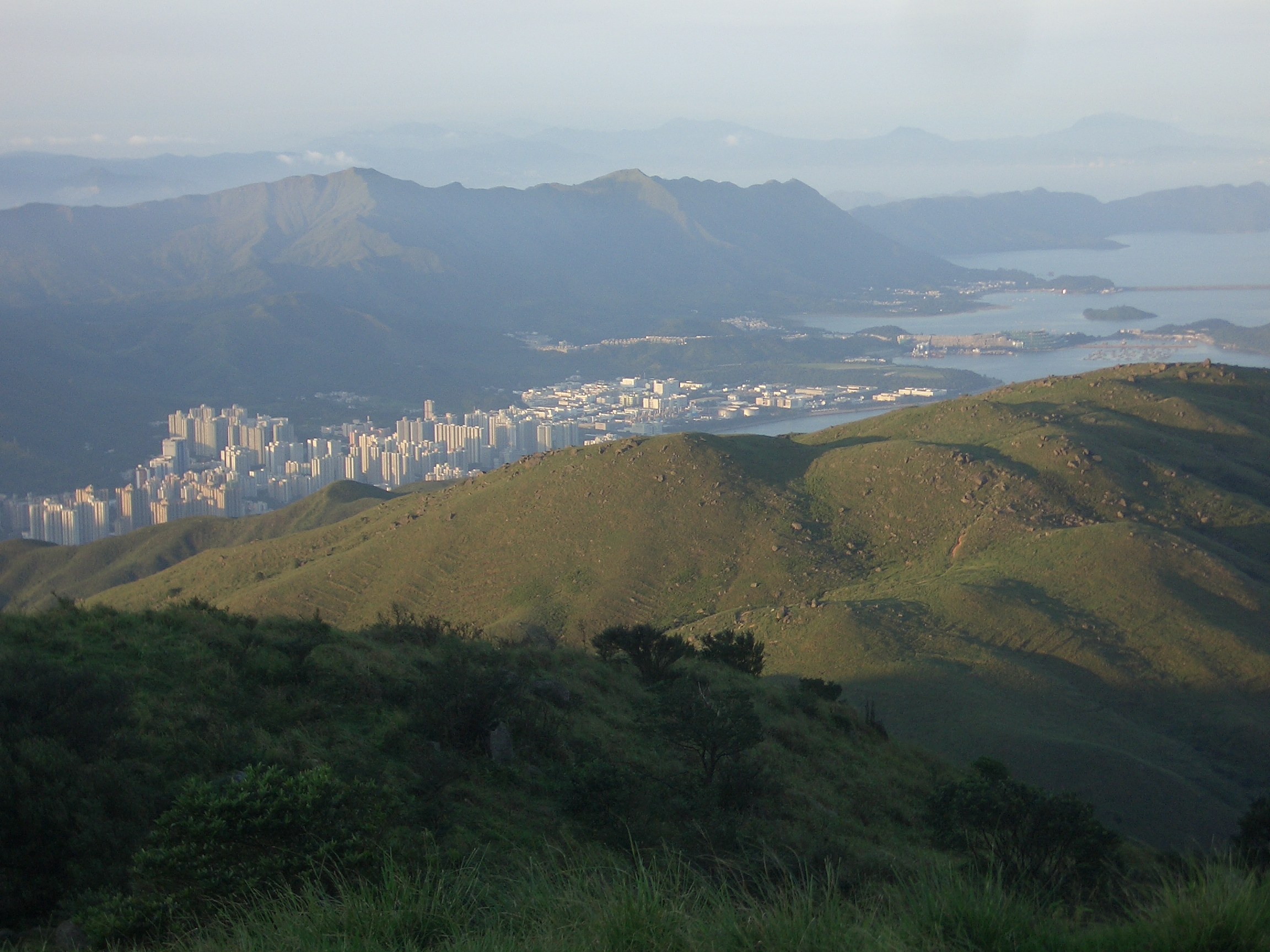
타이모산 정상에서 바라본 타이포의 전경. 우측 산마루에 맥레오스 8번 트레일을 볼 수 있다.

타이모산 (중국어: 大帽山)은 홍콩에서 가장 높은 산으로, 신계에 위치하며 높이 957 m이다. 홍콩에서 역사상 역대 최저 온도를 기록하고 있는 지역이기도 하며 2016년 당시 영하 6도까지 내려간 적이 있었다. 인접 타이완의 경우 영하 5도를 전후로 하는 추위가 올라온 것과 달리 타이모산은 타이베이시보다도 더 춥게 느낀 것으로 드러나게 된다.
타이모산 컨트리 파크는 타이모산을 둘러싼 14.40 km2의 면적을 차지하고 있다. 타이람 컨트리 파크의 북쪽에 위치해 있다. 타이모산에는 홍콩에서 가장 높은 35미터의 폭포가 있다.